# Aleksandr Nosov
Aleksandr Romanovich Nosov (tiếng Nga: Александр Романович Носов; sinh ngày 6 tháng 6 năm 1995) là một tiền đạo bóng đá người Nga. Anh thi đấu cho F.K. Luch-Energiya Vladivostok.

## Sự nghiệp câu lạc bộ
Anh có màn ra mắt tại Giải bóng đá Quốc gia Nga cho FC Salyut Belgorod vào ngày 19 tháng 11 năm 2012 trong trận đấu với F.K. Neftekhimik Nizhnekamsk.